# 教宗哈德良一世
亞德一世（拉丁語：Hadrianus PP. I；？—795年12月25日）於772年2月9日至795年12月25日出任教宗。他是一位罗马贵族西奥多（Theodore）的儿子。
哈德良一世及其前任教宗们需要对抗伦巴底王国试图将其在意大利半岛的领土扩张至教会领地的数次尝试。由于未从拜占庭帝国获得任何支持，教宗转而向法兰克王国寻求支持，时值查理曼与其弟弟卡洛曼一世之间的领土争议达到顶峰，伦巴底王国国王德西德里乌斯支持卡洛曼一世的儿子继承他们父亲矮子丕平的领土，要求哈德良一世将卡洛曼一世的儿子加冕为“法兰克人之王”，当教宗没有听从这一指令后，德西德里乌斯入侵了教宗国并占领了五城地区。查理曼因此围攻了伦巴底王国首都帕维亚，并夺得了王冠，随后将五城地区以及一些被伦巴底王国占领的地区归还给教宗。

## 教宗在位时期
哈德良一世于772年继任教宗后，教宗国的领土被伦巴底王国国王德西德里乌斯入侵，迫使哈德良一世向法兰克国王查理曼寻求协助。查理曼带领一支庞大的军队进军意大利地区，并围攻了伦巴底王国首都帕维亚。占领都城之后，查理曼将德西德里乌斯流放至法国的科尔比修道院，并夺取了“伦巴底人之王”的头衔。教宗拿回了罗马公国、拉文纳总督区及五城地区（亚得里亚海沿岸从里米尼到安科纳，从沿海一直延伸到山地区）。为了庆祝此事，哈德良一世下令铸造了最早的教宗硬币，这意味着对于中世纪教宗权力的发展方向，不再由拜占庭帝国所控制，而转向由法兰克的国王所主导。

## 譯名列表
- 一世：梵蒂冈广播电台作。
- 一世：香港天主教教區檔案　歷任教宗作。
- 亞得連一世：《大英簡明百科知識庫》2005年版[永久]作亞得連。
- 阿德里安一世：《世界人名翻譯大辭典》1993年版作阿德里安。
- 亞得里安一世：國立編譯舘[永久]作亞得里安。